# Beaufort-en-Vallée
Beaufort-en-Vallée – miejscowość i dawna gmina we Francji, w regionie Kraj Loary, w departamencie Maine i Loara. W 2013 roku jej populacja wynosiła 6652 mieszkańców. 
W dniu 1 stycznia 2016 roku z połączenia dwóch ówczesnych gmin – Beaufort-en-Vallée oraz Gée – utworzono nową gminę Beaufort-en-Anjou. Siedzibą gminy została miejscowość Beaufort-en-Vallée. 